# Diana Gómez
Diana Gómez, née le 7 mars 1989 à Igualada, est une actrice espagnole.
Elle est notamment connue pour ses pièces de théâtre et pour son interprétation de Pia Toledano dans la série El secreto de Puente Viejo.

## Biographie
Soutenue par ses parents, Diana Gómez commence à jouer au théâtre très jeune. Elle joue au Teatro Ateneo de Capellades et, pendant trois ans, à l'école Eolia de Barcelone.
Elle est principalement connue pour avoir joué dans les films Little Ashes de 2008, Eloïse de 2009, El secreto de Puente Viejo de 2001-2013 et Faraday de 2013.
Elle intègre ensuite le casting de la série El Capitan diffusée en France sur Arte.

## Théâtre
- 2009 - La ciutat, de Martin Crimp, Sala Beckett de Barcelone, direction de Víctor Muñoz[3].
- 2009 - Esthetic Paradise, de Victòria Szpunberg, Sala Beckett de Barcelone, direction de Carol López[4].
- 2009 - Terra baixa, d'Àngel Guimerà, Teatre Romea de Barcelone, direction d'Hasko Weber[5].

## Filmographie

### Télévision
- 2007 : La via Augusta : Júlia (12 épisodes)
- 2007 : Yo, el desconegut : Teresa Jove
- 2008 : Cuenta atrás
- 2010 : El pacto : María
- 2011 : Barcelona, ciutat natural : Maria (2 épisodes)
- 2012 : Concepción Arenal, la visitadora de cárceles : Florentina
- 2011-2013 : Le Secret (El secreto de Puente Viejo) : Pía Toledano (plus de 200 épisodes)
- 2014 : Alatriste : Infanta Ana (12 épisodes)[2]
- 2014–2017 : El crac : Carla Casanova (22 épisodes)
- 2015 : El Capitan : Infanta Ana (13 épisodes)
- 2015 : Habitaciones cerradas : Concha (2 épisodes)
- 2017 : I Know Who You Are : Mónica (9 épisodes)
- 2017 : Vida privada : Maria Lluïsa de Lloberola (2 épisodes)
- 2018 : El día de mañana : Nita Castellnou
- 2019 : 45 RPM : Clara (13 épisodes)
- 2019 : L'enigma Verdaguer : María Gayón, marquise de Comillas
- 2019–2021 : La casa de papel : Tatiana, l'épouse de Berlin (parties 3, 4 et 5)
- 2020–2025 : Valeria : Valeria (30 épisodes)

### Cinéma
- 2006 : Salvador 26 anni contro : bébé #1
- 2007 : Atlas de geografia umana : Amanda
- 2008 : Little Ashes : Ana María
- 2009 : Eloïse : Àsia
- 2011 : Any de Gràcia : Noa
- 2013 : Los inocentes : Sandra
- 2013 : Faraday : Pati
- 2014 : Las altas presiones : Paula
- 2014 : L'altra frontera : Lisa
- 2015 : Transeúntes
- 2015 : El virus de la por : Laura
- 2015 : Amor tóxico

### Courts métrages
- 2005 : El Secreto de Lidia
- 2006 : Con lengua
- 2008 : La desepida